# Fuerte Chacal
El fuerte General Pérez de Lema, popularmente conocido como Fuerte Chacal, fue una fortificación medieval saharaui reconvertida en fuerte legionario español entre 1961 y 1964 y situada en el Sáhara Occidental, junto a Edchera, población cercana a El Aaiún.
 Fue convertido en fuerte español por el I Grupo Ligero Blindado del Tercio "Juan de Austria", 3.º de la Legión.